# Maximum II
Albums de MAX
Maximum
(1996) Maximum Groove
(1997)
Singles
1. Give Me a Shake
Sortie : 9 avril 1997
2. Love Is Dreaming
Sortie : 30 juillet 1997
3. Shinin' On - Shinin' Love
Sortie : 29 octobre 1997

Maximum II (titré en capitales : MAXIMUM II) est le deuxième album du groupe MAX.

## Présentation
L'album, produit par Max Matsuura, sort le 25 décembre 1997 au Japon sur le label Avex Trax, un an après le premier album quasi-homonyme du groupe, Maximum. Il atteint la 2e place du classement des ventes de l'Oricon, et reste classé pendant seize semaines. Il se vend à plus d'un million d'exemplaires, et restera le deuxième album le plus vendu du groupe, derrière Maximum. Il sera réédité le 21 mars 2012 dans une collection à prix réduit à l'occasion du 25e anniversaire du label.
Contrairement au précédent album de genre eurobeat constitué de reprises de chansons européennes, c'est un album de style pop majoritairement composé de titres originaux. Il contient douze chansons, dont quatre reprises de titres occidentaux adaptées en japonais, plus une version remixée de l'une d'elles en fin d'album. Cinq d'entre elles étaient déjà parues précédemment sur les trois singles du groupe sortis au cours de l'année : Give Me a Shake (ce titre est présent en deux versions sur l'album), Love Is Dreaming (avec Wonderland en face B, reprises des chansons First Kiss et Be Good to Me de Maizurah), et Shinin' On - Shinin' Love (avec I Will en face B). 
En plus de ces chansons, une des chansons originale de l'album, Easy Easy, figurera aussi sur sa compilation Maximum Collection de 1999, et une autre, Harmony (reprise du titre de Valentina), sera remixée sur son album de remix Hyper Euro Max de 2000.

## Liste des titres
Les arrangements sont de Keiichi Ueno, sauf ceux des titres n°3 et 7 (Yasuhiko Hoshino), 8 (Masayuki Iwata), et 9 (Satoshi Hidaka).
| CD    | CD                                                                      | CD                                           | CD    | CD | CD | CD | CD | CD | CD |
| No    | Titre                                                                   | Paroles / Musique                            | Durée |    |    |    |    |    |    |
| ----- | ----------------------------------------------------------------------- | -------------------------------------------- | ----- | -- | -- | -- | -- | -- | -- |
| 1.    | Easy Easy                                                               | Hiromi Mori / Tomoki Ishizuka                | 4:36  |    |    |    |    |    |    |
| 2.    | Give Me a Shake (Give me a Shake) (6e single)                           | Yûko Ebine / Yasuhiko Hoshino                | 5:31  |    |    |    |    |    |    |
| 3.    | Harmony (HARMONY) (reprise du titre de Valentina)                       | Hiromi Mori / Groove Surfers                 | 4:03  |    |    |    |    |    |    |
| 4.    | I Will (I will) (face B du 8e single)                                   | Hiromi Mori / Keiichi Ueno                   | 5:22  |    |    |    |    |    |    |
| 5.    | Really Love Me (Really love me)                                         | Yûko Ebine / Satoshi Hidaka                  | 5:00  |    |    |    |    |    |    |
| 6.    | Love is Dreaming (7e single) (reprise de First Kiss de Maizurah)        | Motsu, Ebine / Jeff Carruthers, Joey Carbone | 4:47  |    |    |    |    |    |    |
| 7.    | Endless Love (ENDLESS LOVE) (reprise du titre de Melody)                | Hiromi Mori / Funky Brothers                 | 4:46  |    |    |    |    |    |    |
| 8.    | I'll Be With You (I'll be with you)                                     | Yûko Ebine / Mitsuru Igarashi                | 5:48  |    |    |    |    |    |    |
| 9.    | Nobody Else (Nobody else)                                               | Kazuko Kobayashi / Groove Surfers            | 4:04  |    |    |    |    |    |    |
| 10.   | Shinin' On - Shinin' Love (Shinin' on - Shinin' love) (8e single)       | Hiromi Mori / Keiichi Ueno                   | 4:36  |    |    |    |    |    |    |
| 11.   | Wonderland (face B du 7e single) (reprise de Be Good to Me de Maizurah) | Yûko Ebine / Jeff Carruthers, Joey Carbone   | 4:24  |    |    |    |    |    |    |
| 12.   | Forever Song                                                            | Hiromi Mori / Hideaki Kuwabara               | 5:03  |    |    |    |    |    |    |
| 13.   | Give Me a Shake (Deep Club Remix) (Remix du 6e single)                  | Voir titre n°2 ; remix : Two-B-Free          | 4:50  |    |    |    |    |    |    |
| 62:50 |                                                                         |                                              |       |    |    |    |    |    |    |